# Molenstichting Land van Heusden en Altena
Molenstichting Land van Heusden en Altena is een stichting die zich bekommert om negen van de elf molens in het Land van Heusden en Altena. De korenmolen Nooit Gedagt is enige 8-kantige stellingmolen in Nederland en valt onder een eigen stichting en de Amerikaanse windmotor is eigendom van de gemeente Aalburg.
Wipmolens
- Uitwijkse Molen in Sleeuwijk
- Zandwijkse Molen in Sleeuwijk, uit 1699 restauratie 2009
- Noordeveldse Molen in Dussen

Poldermolens
- Oude Doornse Molen in Almkerk
- Vervoorne Molen
- Zuidhollandse Molen in Hank

Stellingmolens
- De Hoop op de Maasdijk in Veen
- De Twee Gebroeders op de Maasdijk
- De Witte Molen in Meeuwen
- Amerikaanse windmotor in Genderen
- Korenmolen Nooit Gedagt in Woudrichem,